# 雨田光弘
雨田 光弘（あまだ みつひろ、1935年 - ）は、日本のチェリスト、画家。楽器を弾く猫の絵で知られる。東京都出身。

## 略歴
彫刻家であり箏曲家・ハープ奏者でもある雨田光平の次男として生まれる。父の影響で幼少時より絵画と音楽に親しみ、「絵描きになりたかったら、表現の幅を広げるために音楽も学ぶように」と育てられる。小学校時代は身の回りの音が出そうなものを手当たり次第、笛にして遊ぶ子どもだった。チェロを鈴木聡に学び、桐朋学園に入学。卒業後は日本フィルハーモニー交響楽団に入団、首席チェロ奏者も務める。室内楽をルイ・グレーラーに師事する。現在はソロ・室内楽奏者として活躍する。
絵は3歳ころから描き始め、父の光平より指導を受けた。画家としては、楽器を弾くネコや動物などを描く「音楽とあそぶ猫たち」のモチーフが最も知られる。水墨画に水彩で彩色された作品の数々は、1980年代以降、多くの絵本やカレンダー、文具などのグッズにもなり、熱烈なファンを獲得。その作風は国内・海外ともに多くの著名演奏家や音楽愛好家にも愛され、ネコ好きにはたまらない魅力の作品を描き続けている。

## 親族
コレクターの三田平凡寺は母方の祖父。東京フィルハーモニー交響楽団のコンサートマスターとして活躍したヴァイオリニストの夏目純一（夏目漱石の長男）は母方の叔父に、その長男で漫画批評家、漫画家、エッセイストの夏目房之介は従弟にあたる。

## 挿絵・絵本等
- 『ヴァイオリンはやさしく音楽はむずかしい』 ルイ・グレーラー著、羽仁結 訳（全音楽譜出版社、1985年10月、第2版2002年10月） ISBN 4-11-880120-5
- 『わたしは猫・花の町で見た夢』 串田孫一 文（講談社、1985年6月） ISBN 4-06-201615-X
  - のち『花の町で猫が見た夢』」と改題し、再編集して出版（ネット武蔵野、2003年4月） ISBN 4-944237-39-1
- 『ベートーベン田園交響曲』（ばるん舎、1992年6月）
- 『ねこ古典ぱん』 あ・り・す文、ティモシー・ハリス英語訳（あ・り・す、1994年1月、改訂版2004年7月）
- 『雨田光弘の猫の音楽界シリーズ ソリストの夢』 栗原千種 文(博雅堂出版、1996年7月)  ISBN 4-938595-16-8
- 『雨田光弘の猫の音楽界シリーズ 愛のアルバム』 栗原千種 文(博雅堂出版、1996年7月)  ISBN 4-938595-17-6
- 『雨田光弘の猫の音楽界シリーズ 目で聴くコンサート1 ヴィヴァルディ四季』 栗原千種 文(博雅堂出版、1996年7月)  ISBN 4-938595-13-3
- 『雨田光弘の猫の音楽界シリーズ 目で聴くコンサート2 ハイドン&モーツァルト』 栗原千種 文(博雅堂出版、1996年7月)  ISBN 4-938595-14-1
- 『雨田光弘の猫の音楽界シリーズ 目で聴くコンサート3 音楽ショートスケッチ』 栗原千種 文(博雅堂出版、1996年7月)  ISBN 4-938595-15-X
- 『お金持ちは国の宝です 腹がたつこんな社会をどう生きる』 安部譲二 文（ぱるす出版、2000年5月） ISBN 4-8276-0181-X
- 『詩画集 いきてる』 三善晃 詩（ネット武蔵野、2005年5月） ISBN 4-944237-42-1
- 『愛のあいさつ2 四季のうた風のうた』 串田孫一 文（藍書房、2006年4月） ISBN 4-900876-22-4
- 『赤とんぼ―三木露風童謡詩集』 三木露風著（ネット武蔵野、2006年12月） ISBN 978-4-944237-43-2
- 『あまネコと一緒に劇場へ行こう!』 黒田恭一ほか著（ネット武蔵野、2009年4月） ISBN 978-4-944237-47-0